# Aughrim (Galway)
Aughrim (irl. Eachroim) – wieś w hrabstwie Galway w Irlandii. Położona jest pomiędzy miastami Loughrea i Ballinasloe.